# Пономаренко, Сергей Алексеевич
Сергей Алексеевич Пономаренко (укр. Пономаренко Сергій Олексійович, род. 2 апреля 1951, Сталино) — советский и украинский актёр театра и кино.

## Биография
Сергей Пономаренко родился 2 апреля 1951 года в Сталине.
В 1978 году окончил Киевский национальный университет театра, кино и телевидения имени И. К. Карпенко-Карого. С 1979 года снимается в кино. Член Национального Союза кинематографистов Украины.
В настоящее время — заместитель генерального директора Государственного специализированного предприятия «Укртелефильм».

## Фильмография
- 1979 — Киевские встречи (киноальманах, эпизод «В последние дни лета»)
- 1982 — Возвращение Баттерфляй
- 1980 — Странный отпуск — строитель
- 1982 — Гонки по вертикали — Коломиец
- 1983 — Карусель
- 1983 — Водоворот
- 1984 — Груз без маркировки — «Лысый»
- 1984 — Благие намерения
- 1985 — Контрудар — Алексей Алексеевич Епишев
- 1986 — Приближение к будущему — главный инженер
- 1986 — Капитан «Пилигрима»
- 1988 — Грешник
- 1989 — Трудно быть богом
- 1990 — Фуфель
- 1990 — Теплая мозаика ретро и чуть-чуть
- 1990 — Допинг для ангелов
- 1990 — Ай лав ю, Петрович — Фёдор
- 1991 — Ниагара
- 1992 — Убийство в Саншайн-Менор — Стюарт
- 1992 — Сердца трех — полисмен
- 1992 — Духи ада
- 1992 — Америкэн бой — Дикий
- 1992 — Алмазы шаха — Костя
- 1993 — Заложники страха — инспектор Леруа
- 1994 — Веселенькая поездка
- 2001 — След оборотня — Багс
- 2002 — Кукла
- 2004 — Пепел Феникса — «Царёк»